# Sächsisches Apothekenmuseum Leipzig
Das im Haus Thomaskirchhof Nr. 12 in Leipzig gelegene Sächsische Apothekenmuseum Leipzig ist ein Museum zur Geschichte der Pharmazie mit besonderem Bezug auf Leipzig. Es wird betrieben vom Sächsischen Apothekerverband e.V. und befindet sich im Gebäude der ehemaligen Homöopathischen Central-Apotheke.

## Das Museum
Das Museum bietet Ausstellungsstücke zu vielerlei Aspekten der Pharmazie. Zur Geschichte des Apothekenwesens in Sachsen werden historische Privilegien und Apothekentaxen gezeigt. Eine besondere Rolle spielen die Persönlichkeiten der Leipziger Apothekerfamilie Linck, Heinrich Linck (1638–1717), Johann Heinrich Linck (der Ältere) (1674–1734) und Johann Heinrich Linck (der Jüngere) (1734–1807), die neben ihrem Apothekerberuf auch bedeutende Naturforscher waren.
Es werden Kenntnisse zu Drogen und Kräuterbüchern vermittelt und Geräte des täglichen Umgangs in einer historischen Apotheke ausgestellt, in der Arzneien noch weitgehend selbst hergestellt wurden: Mörser, Waagen, Gewichtssätze, Pillenbrett, Tinktur- und Tabellenpressen, Pillenvergolder. Erklärungstafeln vermitteln das Wissen, wie einst alle Arzneien aus Stoffen der Drei Reiche der Natur gefertigt wurden.
Bei interaktiven Führungen können Besucher beim Tablettenpressen selbst aktiv werden.
Mit dem Inventar und Arzneimitteln der Falken-Apotheke Leipzig von 1982 ist eine typische DDR-Apotheke erlebbar.
Breiten Raum nimmt das Gebiet der Homöopathie ein, die von Samuel Hahnemann (1755–1843) in den 1810er Jahren in Leipzig begründet wurde; bis 1996 war die Homöopathische Central-Apotheke in Betrieb.
Das Restaurant im Erdgeschoss des gleichen Gebäudes (Bachstüb'l, vormals Restaurant Centralapotheke) beherbergt noch die Schrankwand der ehemaligen Offizin der Homöopathischen Central-Apotheke.

## Geschichte
Nach dem Streit 1821 der drei Leipziger Apotheker mit Samuel Hahnemann gegen dessen Herstellung homöopathischer Arzneimittel (Dispensierstreit) taten sich Jahre später diese Apotheken mit der neu gegründeten Adler-Apotheke zusammen, um diesen Markt zu bedienen. Sie kauften 1836 die homöopathische Offizin des Apothekers Otto in Rötha von dessen Erben und richteten sie in einem Seitenflügel des Hauses am Thomaskirchhof ein. Ab 1851 führte sie die Bezeichnung „Homöopathische Dispensieranstalt der vereinigten Apotheker zu Leipzig“. Um diese Zeit wurde das heute noch existierende Eckhaus errichtet. 1863 übernahm Willmar Schwabe (1839–1917) die Funktion des Administrators. Nachdem er 1871 in der Central-Halle ein eigenes Unternehmen gegründet hatte, konnte er 1878 die Einrichtung am Thomaskirchhof kaufen und damit die einzige Konkurrenz ausschalten. Diese hieß inzwischen „Homöopathische Centralapotheke Täschner & Co.“ und war 1877 in die geschäftlich attraktiveren Eckräume des Hauses umgezogen.
Die Nachkommen Schwabes übergaben 1932 die Centralapotheke an Max Sauer, und so konnte sie in Privatbesitz bleiben, als der gesamte Firmenbesitz der Schwabes 1946 enteignet wurde. Die Witwe des letzten Besitzers verkaufte die Apotheke 1951 an den Staat. Bereits während der DDR-Zeit befand sich im Obergeschoss ein kleines pharmazeutisches Museum. Nach Schließung der Apotheke 1996 wurde dieses zum heutigen Museum ausgebaut, das am 17. Juli 1999 eröffnet wurde.

## Varia
In der Literatur über Leipzig wird verschiedentlich behauptet, Karl May (1842–1912) habe zur Zeit seines Pelzmantelbetruges 1865 in Leipzig über der Central-Apotheke gewohnt.
Zu dieser Zeit hatte die Apotheke aber nicht die Hausnummer 12, die in den Originalberichten über May angegeben wird, sondern erhielt diese erst bei einer Umnummerierung 1888. Die Nummer 12 lag damals in dem Teil des Thomaskirchhofs, der auch als Der Sack bezeichnet wird, und hat heute die Hausnummer 7.
Eine Verbindung der Apotheke zu Karl May gibt es allerdings. In Mays Buch Durch die Wüste führt Kara Ben Nemsi eine „homöopathische Reiseapotheke von Willmar Schwabe“ mit.
Gängig im Antiquitätenhandel sind immer noch standardisierte Dr. Willmar-Schwabe-Hausapotheken in Pappschachteln oder Holzkästen mit bis zu 312 Glasphiolen für Globuli sowie Reiseapotheken in aufklappbaren Ledertäschchen mit bis zu 120 Phiolen; um 1890 waren diese per Katalog in verschiedenen Ausführungen und Größen bei Willmar Schwabe bestellbar.